# Seán Ardagh
 (octobre 2018).
Seán Ardagh (25 novembre 1947 – 17 mai 2016) est un homme politique irlandais, membre du Fianna Fáil. Il a été Teachta Dála (député) pour la circonscription de Dublin South-Central de 1997 à 2011.

## Sources
- (en) Cet article est partiellement ou en totalité issu de l’article de Wikipédia en anglais intitulé « Seán Ardagh » (voir la liste des auteurs).
- Seán Ardagh sur le site web de l'Oireachtas